# András Csonka
András Mátyás Csonka, más conocido como András Csonka, (Budapest, 1 de mayo del 2000) es un futbolista húngaro que juega de centrocampista en Ferencváros TC de la Nemzeti Bajnokság I.

## Carrera deportiva
Csonka comenzó su carrera deportiva en el Ferencváros TC de la Nemzeti Bajnokság I, con el que debutó el 20 de julio de 2017, en un partido de la segunda ronda de clasificación para la UEFA Europa League 2017-18.

## Carrera internacional
Csonka fue internacional sub-18 con la selección de fútbol de Hungría, y en la actualidad es internacional sub-19.

## Clubes
| Club           | País    | Año       |
| -------------- | ------- | --------- |
| Ferencváros TC | Hungría | 2017-Act. |

## Palmarés

### Títulos nacionales
| Título              | Club           | País    | Año  |
| ------------------- | -------------- | ------- | ---- |
| Nemzeti Bajnokság I | Ferencváros TC | Hungría | 2019 |
| Nemzeti Bajnokság I | Ferencváros TC | Hungría | 2020 |